# Sutton Bonington
Sutton Bonington is een civil parish in het bestuurlijke gebied Rushcliffe, in het Engelse graafschap Nottinghamshire.

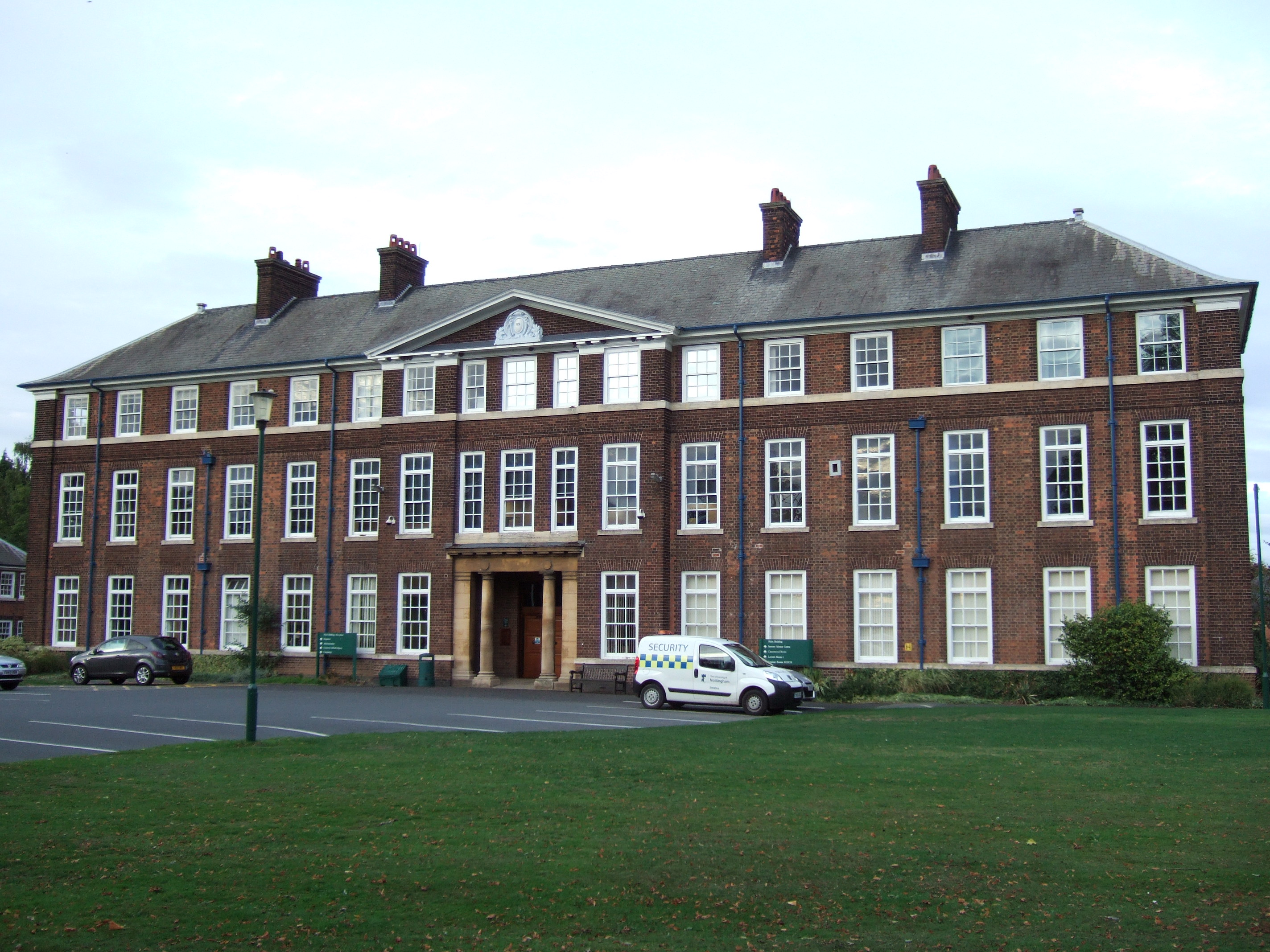
Gebouw van de universiteit van Nottingham in Sutton Bonington
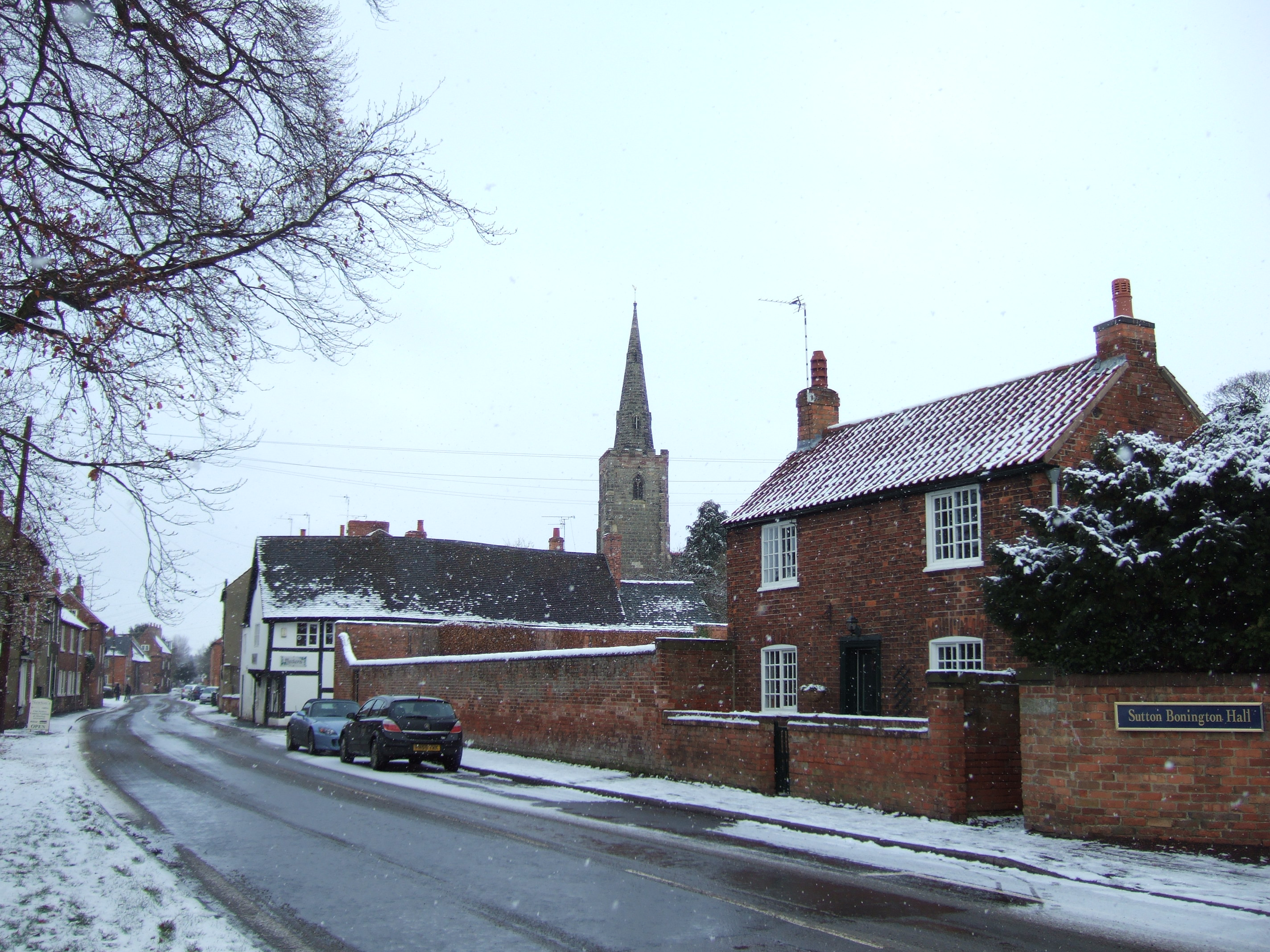
Hoofdstraat met uitzicht op de kerk van St. Michael